# Касаєве

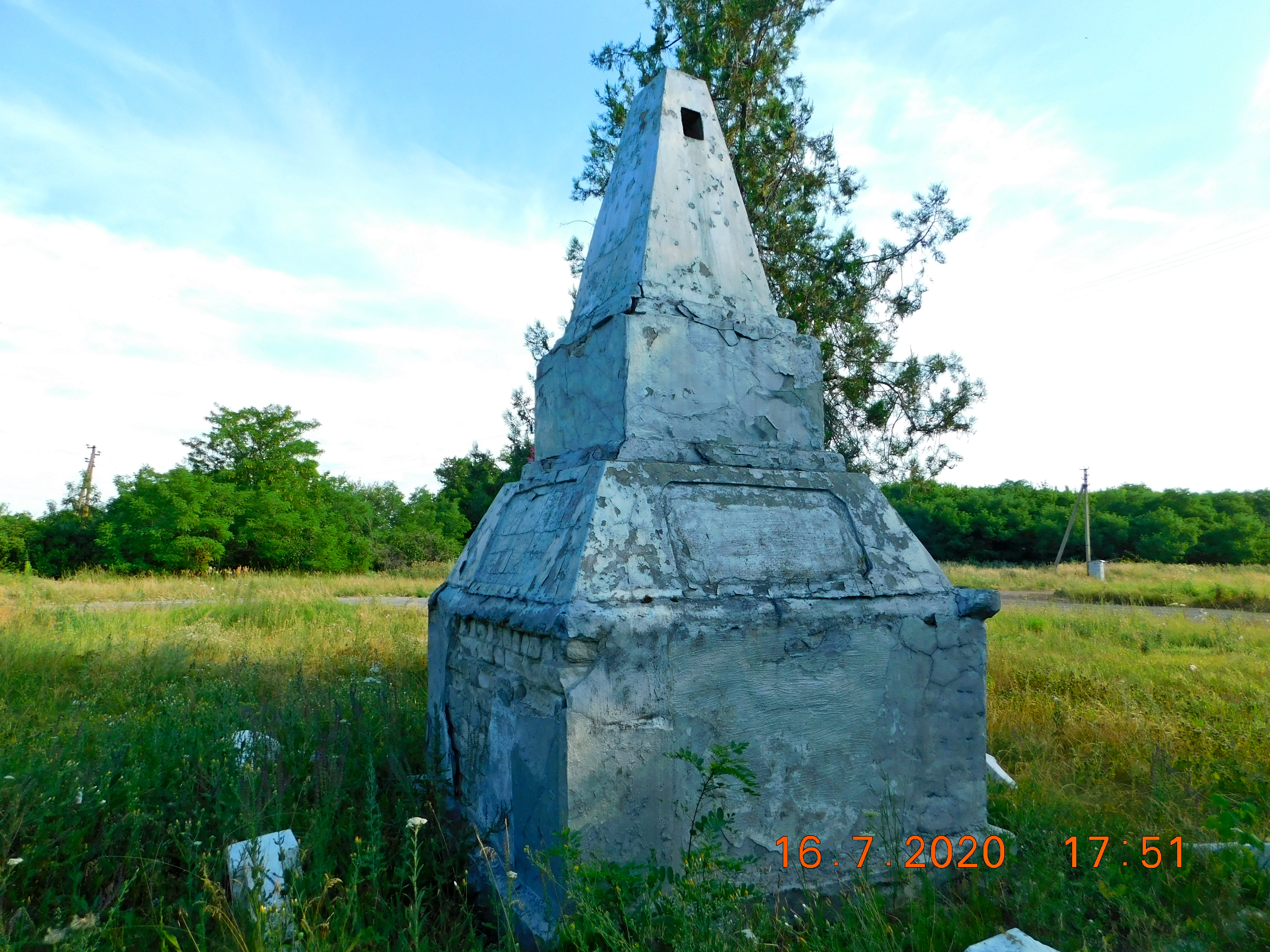
Меморіал воїнам-односельцям

Каса́єве —  село в Україні, у Дубовиківській сільській громаді Синельниківського району Дніпропетровської області. Населення становить 88 осіб. До 2020 року орган місцевого самоврядування — Чаплинська селищна рада.

## Історія
7 (20) листопада 1917 року, відповідно до Третього Універсалу Української Центральної Ради, увійшло до складу Української Народної Республіки.
12 червня 2020 року, відповідно до розпорядження Кабінету Міністрів України № 709-р від «Про визначення адміністративних центрів та затвердження територій територіальних громад Дніпропетровської області», увійшло до складу Дубовиківської сільської громади.
19 липня 2020 року, в результаті адміністративно-територіальної реформи та ліквідації Васильківського району, село увійшло до складу новоутвореного Синельниківського району.

## Географія
Село Касаєве розташоване в центрі Синельниківського району. На півдні межує з селом Петрикове, на північному сході з селом Журавлинка та на півночі з селом Краснощокове. Селом протікає річка Балка Журавлина.

## Населення

### Мова
Розподіл населення за рідною мовою за даними перепису 2001 року:
| Мова       | Кількість | Відсоток |
| ---------- | --------- | -------- |
| українська | 84        | 95.45%   |
| білоруська | 3         | 3.41%    |
| російська  | 1         | 1.14%    |
| Усього     | 88        | 100%     |